# Neoscaptia reducta
Neoscaptia reducta là một loài bướm đêm thuộc phân họ Arctiinae, họ Erebidae.